# Museo della storia politica russa

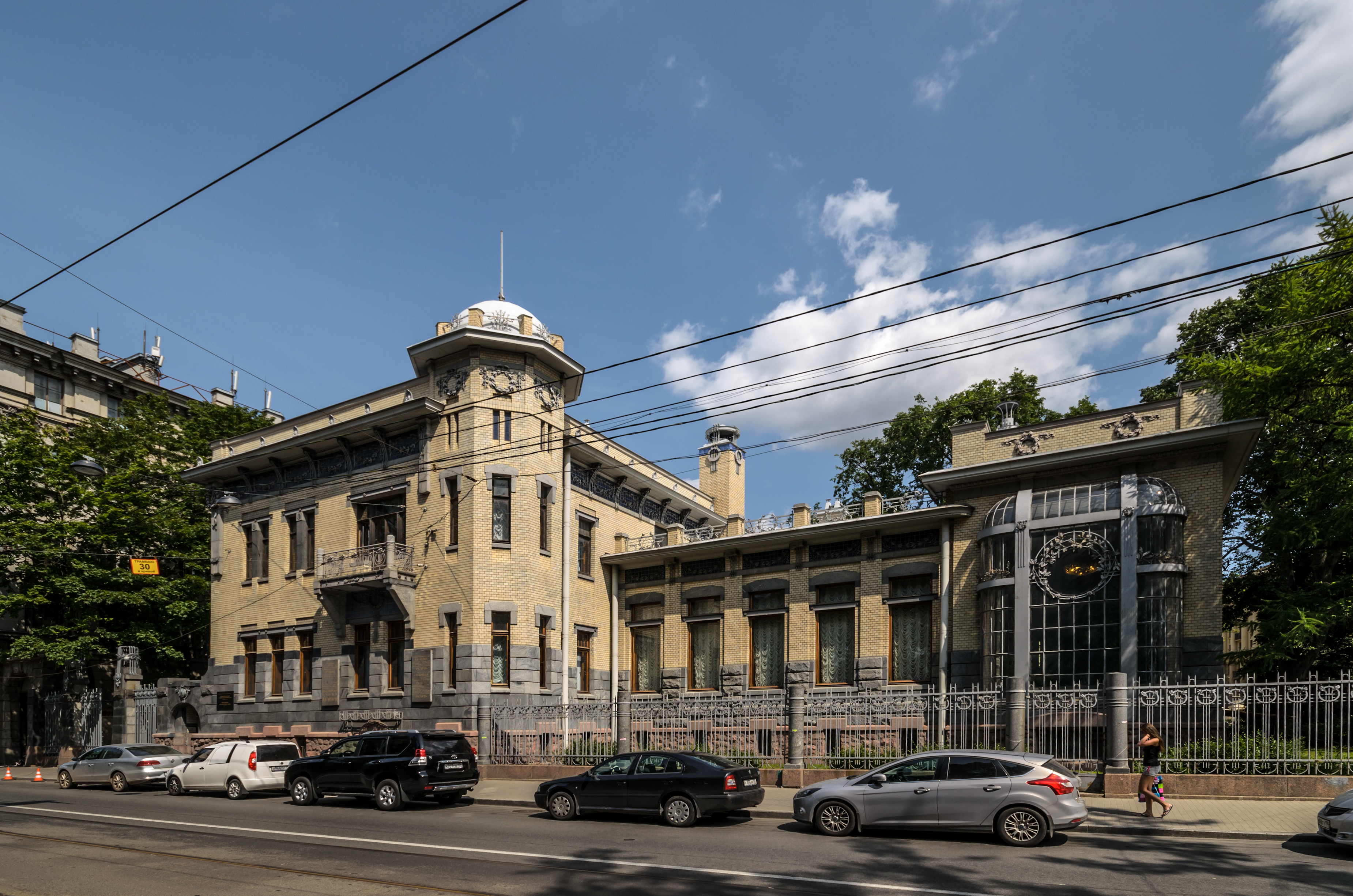
Il palazzo Kshesinkaya, una delle sedi del museo.

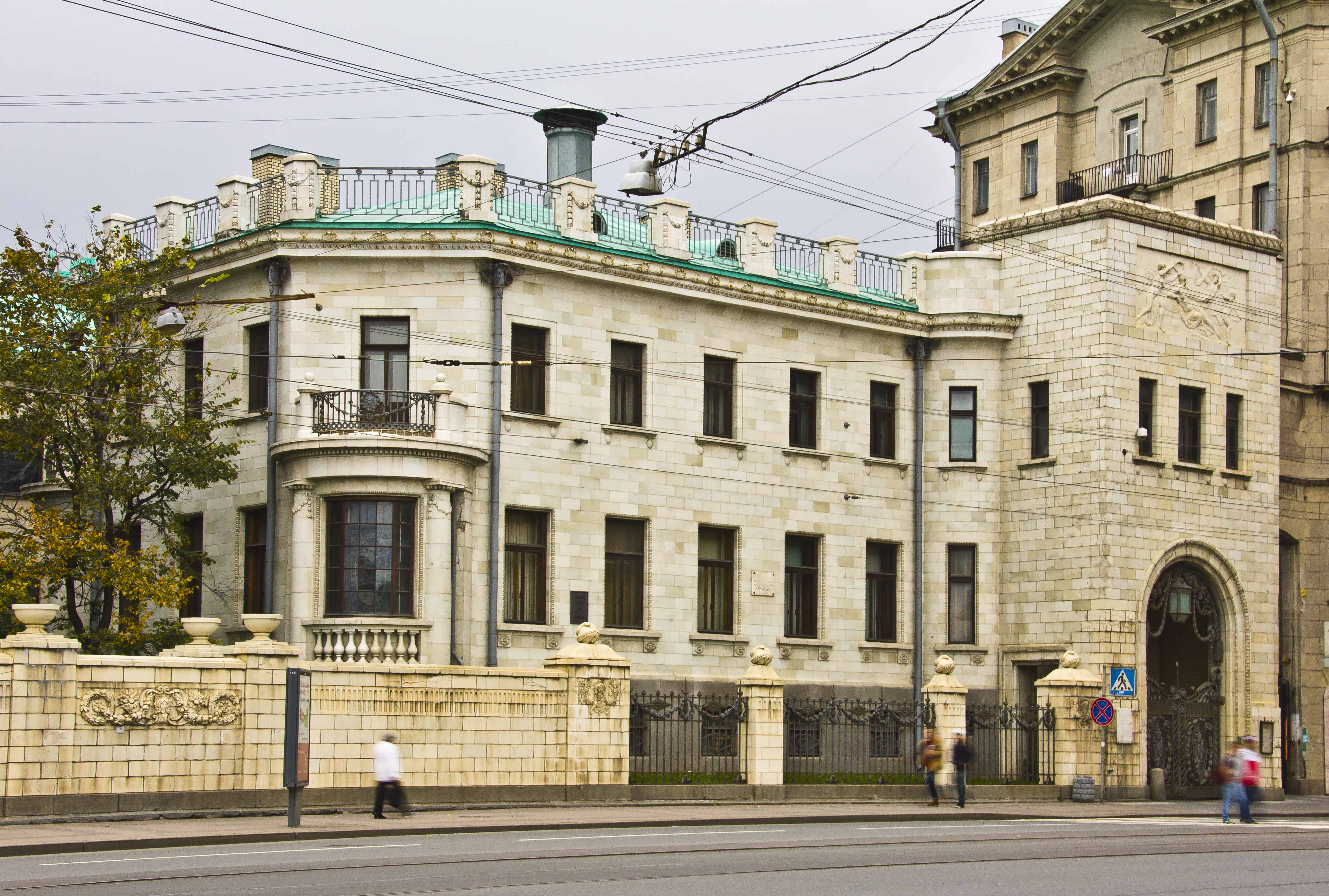
Palazzo Brandt, altra sede del museo.

Il Museo statale della Storia politica della Russia, fondato nel 1919 con il significativo nome di "Museo statale della Rivoluzione Socialista di Ottobre", si trova a San Pietroburgo e riflette la storia politica, economica e sociale della Russia tra il XIX e il XXI secolo.

## Allestimento e collezione
Il museo si trova diviso in due storici palazzi, palazzo Kshesinkaya e palazzo Brandt, nel centro di San Pietroburgo.
La collezione costituita da circa 500 000 oggetti esposti, ha un'importante raccolta di porcellane propagandistiche degli anni venti del Novecento e una vasta esposizione di gonfaloni risalenti alla Rivoluzione del 1917. 
Una rimarchevole parte della collezione è composta da poster, locandine e slogan su diversi supporti di diversi periodi, che vanno dalla fine del XIX al XX secolo.

## Decorazione musiva
Il museo ha anche una certa rilevanza storico - artistica poiché presenta una significativa decorazione musiva1, realizzata nel 1973, su commissione statale da Marat Ghirshevič Podoksin e Viktor Michailovich Ladviščenko.

## Esposizione temporanea - L'età dei Soviet, tra Utopia e Realtà
Dal 1 gennaio 2015, fino al 1 gennaio 2018, il museo ospiterà un'esposizione temporanea, L'età dei Soviet, tra Utopia e Realtà, dedicata alla vita quotidiana nell'Unione Sovietica ai tempi di Stalin, Chruščёv e Brežnev. 
Per l'esibizione sono stati ricostruiti ambienti tipici dell'epoca, come ad esempio una cucina tipica di un appartamento comune e l'ufficio di un burocrate degli anni quaranta – Cinquanta; inoltre sono presenti approfondimenti sulla religione e sull'arte nel periodo sovietico e una sezione dedicata ai prigionieri dei Gulag e al movimento dissidente.
Il museo è dotato di alcune stanze commemorative ricreate per illustrare e dare una nuova visione degli avvenimenti rivoluzionari del 1917, come “Studio di Lenin” e la Stanza del Segretariato della Commissione Centrale del Partito Bolscevico (che quel palazzo ospitò realmente, essendo stato la sede del partito e casa di Lenin nel 1917, occupandolo abusivamente all'insaputa della proprietaria Matil'da Feliksovna Kšesinskaja).